# Мглинська сотня
Мглинська сотня — адміністративно-територіальна та військова одиниця Ніжинського полку (1654–1663) та Стародубського полку (1663–1782) Гетьманщини. Центр — місто Мглин (нині в РФ).

## Історія
Хоча сотня вперше згадується в реєстрах 1654, але очевидно існувала раніше. Спочатку — адміністративна одиниця у складі Ніжинського полку. В ньому ж перебувала до 1663, коли утворився Стародубський полк і сотня стала його постійною адміністративною одиницею.
На 1654 мала старшину: Андрій Жуковський — писар; Яків Парфентьєв — осавул; Єрмолай Пономаренко — хорунжий.
Ліквідована 1782 в результаті анексії Гетьманщини Російською імперією, територія сотні включена до Новгород-Сіверського намісництва.
Сотенний центр: містечко Мглин, нині у складі Брянської області Російської Федерації.

## Старшина

### Сотники
- Біленій Никифор Васильович (1654).
- Жук Ісак (1659).
- Єсимонтовський Андрій (1669–1671).
- Ісай Лук'янович (1671).
- Берло Іван (1671–1672).
- Єсимонтовський Іван (1673).
- Лось Павло Федорович (1674–1676).
- Красний Іван (1679).
- Станенко Іван (1679).
- Єсимонтовський Іван Федорович (1680–1681).
- Лапенко Кузьма (1681, н.).
- Романовський Іван Романович (1682–1687).
- Паламаренко Іван (1685; 1686, н.).
- Осип Іванович (1687, н.).
- Єсимонтовський Іван (1687).
- Парфененко Григорій Семенович (1687–1689).
- Романовський Іван Романович (1689–1705).
- Парфененко Онуфрій Семенович (1689, н.).
- Калитов Федір (1690, н.).
- Браславець Іван (1694, н.).
- Симоненко Михайло (1695, н.).
- Парфененко Григорій Семенович (1697; 1703; 1704; 1706, н.).
- Монченко Марко (1702, н.).
- Парфененко Онуфрій Семенович (1703, н.).
- Турковський Михайло (1706–1707).
- Симоненко Михайло (1707, н.).
- Тарасевич Федір (1709).
- Єсимонтовський Опанас (1709–1715).
- Парфененко Григорій Семенович (1711, н.).
- Григорович Андрій (1713; 1719, н.).
- Борозна Максим (1715–1722).
- Єсимонтовський Олексій (1723–1732).
- Монченко Матвій Маркович (1723; 1728, н.).
- Зубрицький Андрій (1725; 1726, н.).
- Лишень Тимофій (1727, н.).
- Нечай Максим (1730, н.).
- Турковський Максим Михайлович (1733–1735).
- Чернявський Іван (1733, н.).
- Соханський Матвій Іванович (1734–1751).
- Озерський Леонтій (1737, н.)
- Філіпченко Степан (1737, н.).
- Немирович-Данченко Іван (1738–1740).
- Руцький Роман (1738, н.).
- Лисаневич Василь (1740–1761).
- Журавка-Покорський Павло (1772–1782).

## Населені пункти
На середину XVIII ст.: Анохове, село; Біловодка хутір; Білогоща, село; Близниці, село; Буда, село; Бурчак, хутір; Велжичі, село; Велика Дуброва, село; Велюхани, село; Ветлевець, село; Високе, село; Волховець, слобода; Вормине, село; В'ялки, село; Газуки, село; Голубівка, слобідка; Губчицевий хутір; Далисичі, село; Дегтярівка, село; Дроків, село; Дроківський хутір; Дубровка, слобода; Єльня, село; Єсимонтівка, село; Жаткове, село; Заволодівка, село; Залізний завод; Зимодрівка, село; Калинки, село; Калинки, слобода; Каменська, слобода; Кипті, село; Киселівка, село; Киселівка, слобода; Кобиленка, слобода; Кожем'яки, село; Коновалівка, слобода; Косарі, село; Косарі, слобода; Косицька рудня; Косичі, село; Костяничі, село; Костяничі, слобода; Красні Горки, слобода; Кромова, слобода; Крулобурський хутір; Курчичі, село; Ловча, слобода; Лопазна, село; Луковиця, село; Ляличі, село; Маліївщина, хутір; Мглин, місто; Млинка, слобідка; Нарослі, село; Нетягівка, село; Нивне, село; Новий Дроків, село; Овчинець, село; Осколків, село; Павлівка, село; Писарівка, село; Попівка, слобідка; Романівка, слобідка; Романівський хутір; Рудниковим хутір; Рудня Шиморівська, село; Санники, село; Семки, село; Селище, слобідка; Степанівка, слобідка; Струженка, село; Суражичі, село; Улазовичі, село; Хорнівка, слобідка; хутір Голаки Лук'яна; Цинка, слобідка; Чешуйки, село; Чорноводка, село; Чорноводський хутір; Шаулине, село; Шеверди, село; Шулаківка, село; Шуморів, село; Шуморівський хутір.
За Рум'янцевською ревізією 1765–1769 pp. до сотні долучено кільканадцять хуторів, а також села і слободи: Андріївка, Биківка, Біленькі, Біляни, Василівка, Влацевичі, Гудівка, Гута, Душатин, Іскриця, Карців, Кокоти, Котівка, Липки, Лубенки, Лугівка, Минівка, Михайлівка, Молодкове, Неромова, Осинки, Піски, Придана, Росл, Симонтівки, Сінці, Смище, Старий Дроків, Суморівка, Хоромне. Але відсутні підкреслені населені пункти. Вони значаться за іншими сотнями в 1740-х роках. Наприклад, село Хоромне було в Топальській сотні.